# 横山一格
横山 一格（よこやま いちかく、1880年（明治13年）3月19日 - 1933年（昭和8年）1月23日）は、衆議院議員（憲政会→立憲民政党）、医師。

## 経歴
三重県三重郡菰野村（現在の菰野町）出身。京都帝国大学医科大学を卒業後、同大学付属医院に勤務し、さらに大阪胃腸病院副院長となった。1908年（明治41年）、名古屋市に医院を開業し、愛知県医師会長にも選出された。
1921年（大正10年）に名古屋市会議員に選ばれ、さらに1924年（大正13年）には第15回衆議院議員総選挙に郷里の三重5区から出馬して当選した。その後も引き続き名古屋市会議員に当選し、1932年（昭和7年）の第18回衆議院議員総選挙では愛知1区から出馬し、再選を果たした。